# Комет (допоміжний крейсер)
«Ко́мет» («Комета», нім. Komet) — німецький допоміжний крейсер часів Другої світової війни. HSK −7, колишнє торгове судно «Емс» (нім. Ems), в німецькому флоті позначався як «Судно № 45», під флоті Великої Британії — «Рейдер» B "".
Влітку 1940 під різними назвами за сприяння СРСР пройшов Північний морський шлях з Північного моря в Берингову протоку і далі в Тихий океан У 1940—1941 роках вів бойові дії на морських комунікаціях союзників в Тихому океані в районі Австралії та Океанії. Тоннаж потоплених і захоплених їм судів Антигітлерівської коаліції склав 42 000 брт. Разом з рейдером HSK Orion затопив два кораблі.